# Media relations
Media relations (vztahy s médii) jsou podoborem public relations (vztahů s veřejností) a v širší perspektivě podoborem marketingových komunikací. Jde o soubor metod a postupů, jak prostřednictvím spolupráce s novináři dosahovat publicity, a tím zlepšovat reputaci určité organizace, jedince nebo ideje. Novináři hrají roli prostředníka, který umožňuje oslovit širší veřejnost. Publicita dosahovaná prostřednictvím media relations je bezplatná, v čemž spočívá hlavní rozdíl oproti reklamě. Pro novináře je spolupráce výhodná v okamžiku, kdy dostávají zajímavé, pravdivé a včasné informace, případně tipy na dobrá témata.

## Základní nástroje media relations
- tisková zpráva (případně newsletter, informační email, RSS kanál atd.)
- tisková konference (případně brífink, press foyer, neformální setkání)
- zveřejňování informací v sekci pro média na stránkách organizace
- poskytování informační exkluzivity vybraným médiím
- zveřejňování publicistických materiálů a expertních stanovisek představitelů a pracovníků organizace
- poskytování statistik, oborových analýz, průzkumů a dalších dokumentů ve snaze ovlivnit vyznění mediální agendy
- poskytování mediálních partnerství[2]